# Bonaventura Brem

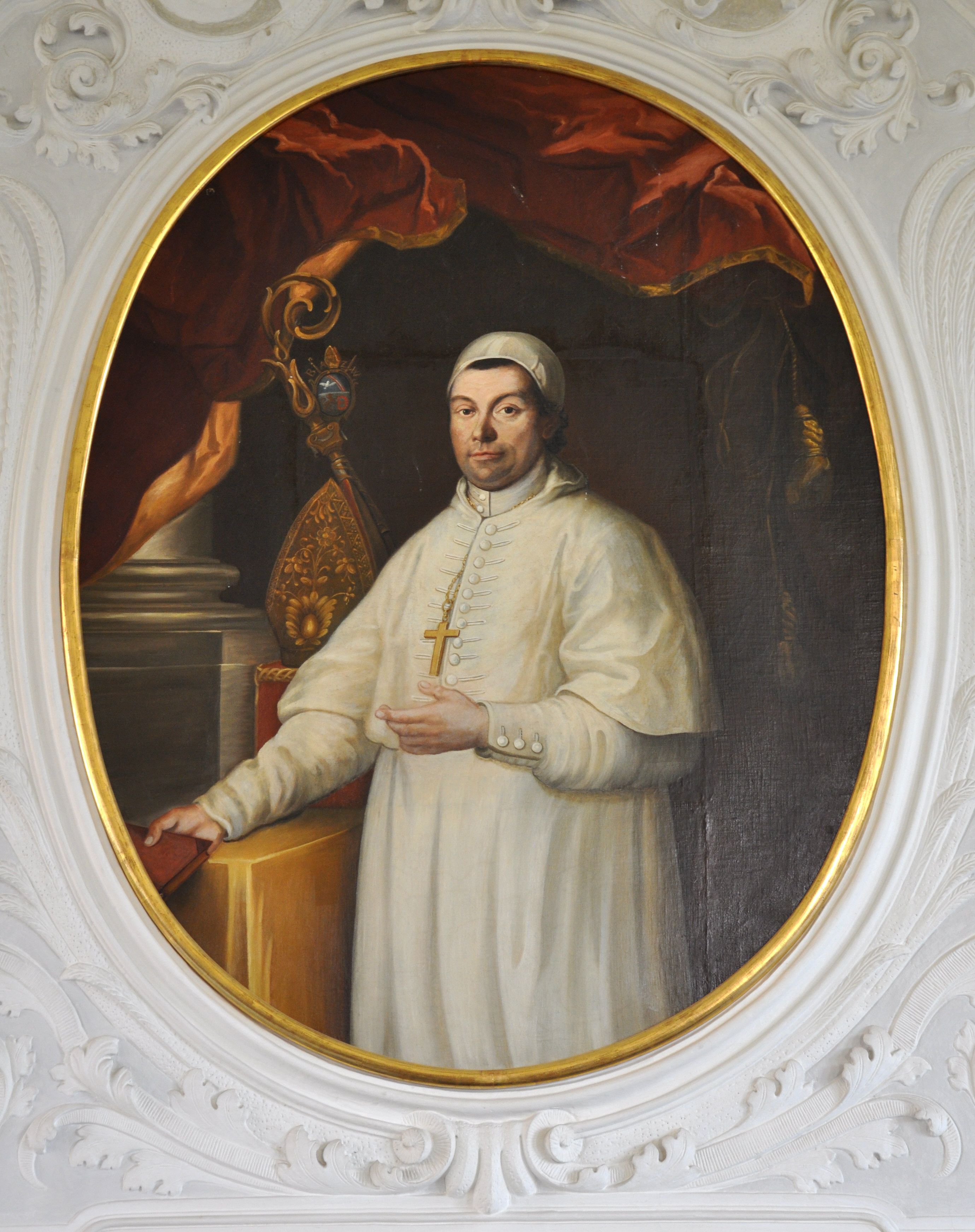
Porträt im Festsaal des Klosters Weißenau

Bonaventura Brem (* 1755 in Kaufbeuren; † 4. August 1818 in Weißenau) war der letzte Abt und Reichsprälat der Prämonstratenser-Reichsabtei Weißenau, südlich von Ravensburg.

## Leben

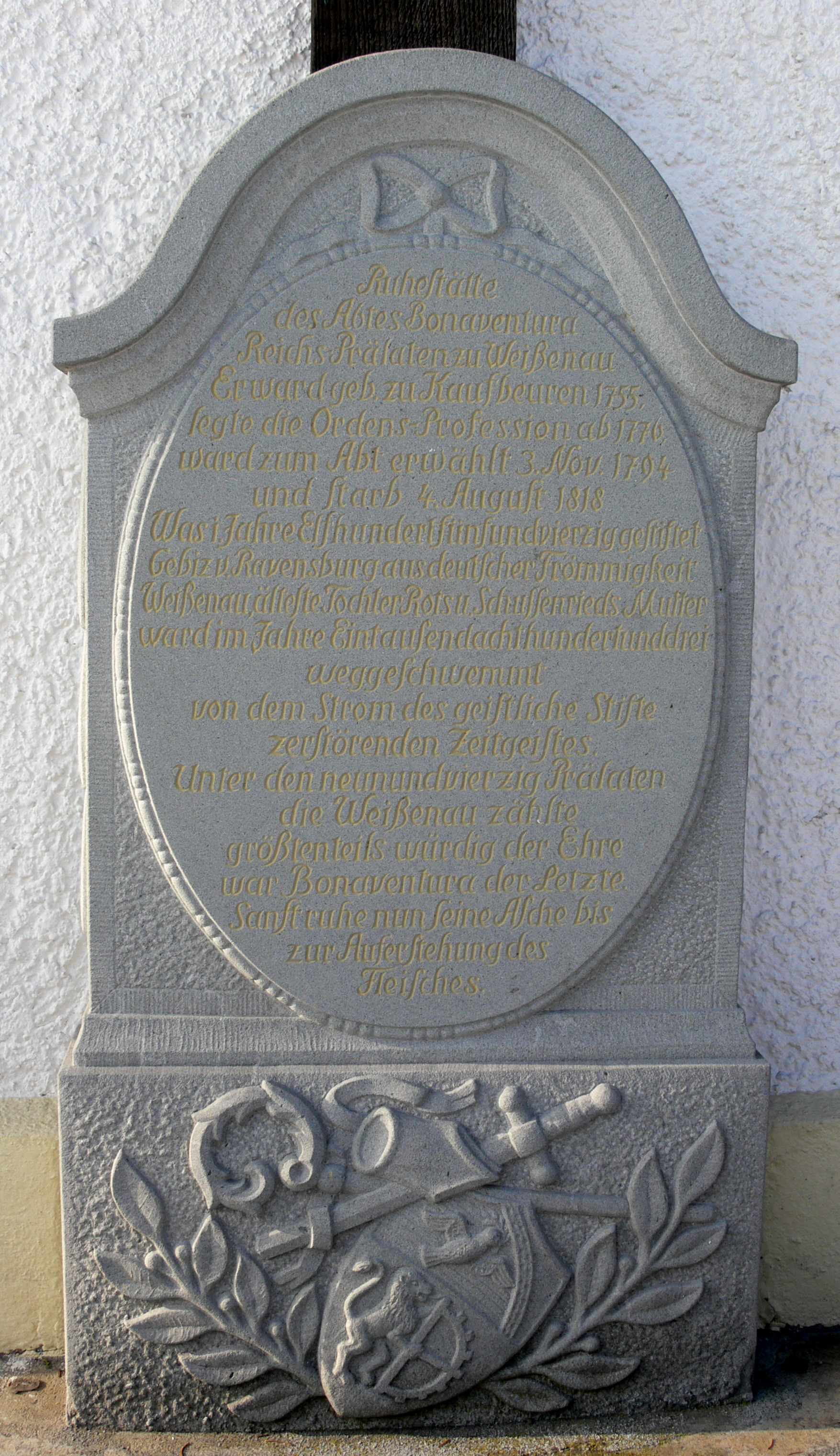
Grabstein des Abtes Bonaventura Brem in Weißenau-Mariatal

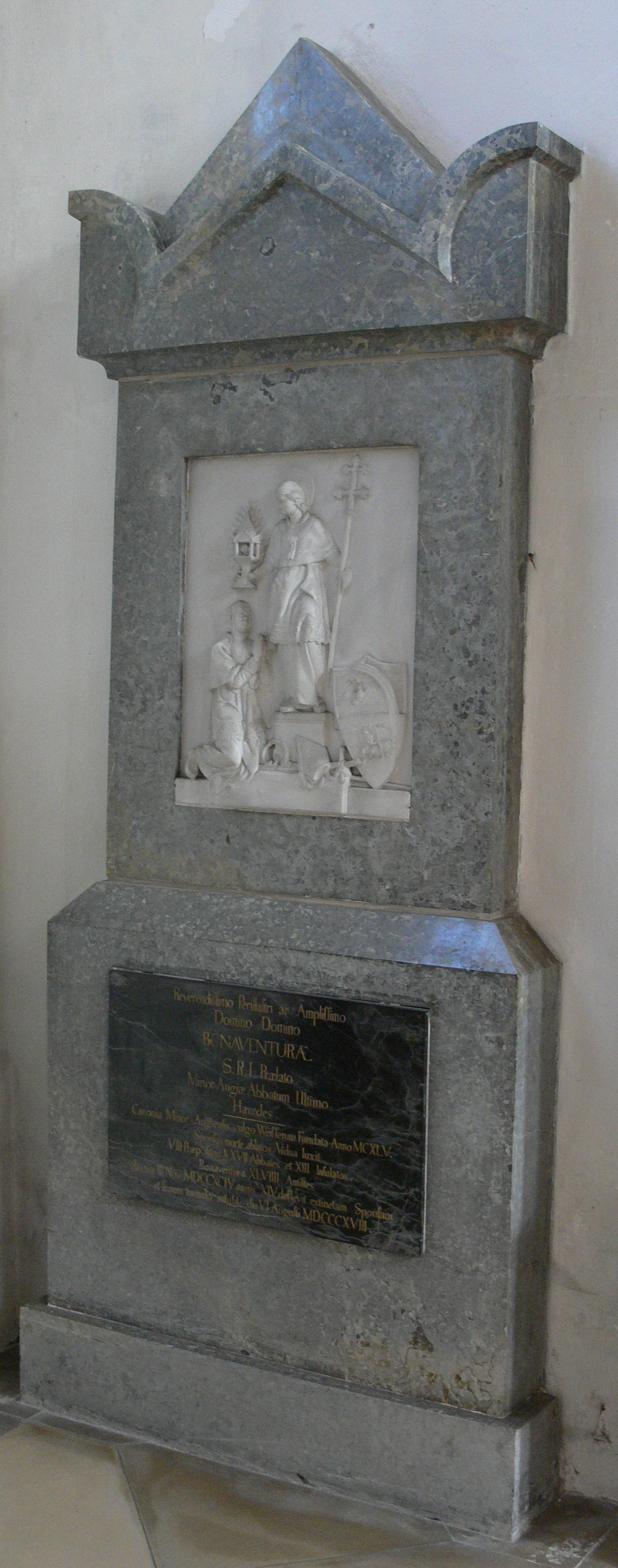
Gedenkstein für Bonaventura Brem in der Klosterkirche Weißenau

Die Inschrift auf seinem (nicht zeitgenössisch angefertigten) Grabstein gibt eine Kurzbeschreibung seines Lebens:
Ruhestätte des Abtes Bonaventura Reichs-Prälaten zu Weißenau
Er ward geb. zu Kaufbeuren 1755, legte die Ordens-Profession ab 1776,
ward zum Abt erwählt 3. Nov. 1794, und starb 4. August 1818
Was i. Jahre Elfhundertfünfundvierzig gestiftet
Gebiz von Ravensburg aus deutscher Frömmigkeit
Weißenau, älteste Tochter Rots und Schussenrieds Mutter
ward im Jahre Eintausendachthundertunddrei weggeschwemmt
von dem Strom des geistliche Stifte zerstörenden Zeitgeistes
Unter den neunundvierzig Prälaten die Weißenau zählte,
größtenteils würdig der Ehre war Bonaventura der Letzte.
Sanft ruhe seine Asche bis zur Auferstehung des Fleisches.

## Die Klosterbibliothek
Abt Bonaventura hinterließ eine Privatbibliothek, welche etwa zwei- bis dreitausend Bände umfasste. Sie bestand größtenteils aus alten Drucken und Handschriften, die nach der Auflösung des Klosters im Zuge der Säkularisation aus der in alle Winde verkauften Klosterbibliothek („Bibliotheca Minoraugiensis“) gerettet wurden. Die Bücher der Privatbibliothek sind gekennzeichnet mit: „Bonaventura Abbas Minoraug.“ (Bonaventura Abt von Weißenau). Auch dieser gerettete Bestand, nach Abt Bonaventuras Tod von einem befreundeten Mitbruder zunächst im Schloss Liebenau untergebracht, ging in der Folge jedoch verstreute Wege (siehe Binder, 1995).